# Dog z Bordeaux

Głowa doga de Bordeaux

Dog z Bordeaux (oryginalna nazwa dogue de Bordeaux) – rasa psa zaliczana do grupy molosów w typie doga, wyhodowana we Francji jako pies stróżujący i do polowania. Współcześnie pełni również rolę psa-towarzysza. Nie podlega próbom pracy.

## Rys historyczny
Jego krewnymi są najprawdopodobniej mastify angielskie oraz buldogi. Pies ten w przeszłości wykorzystywany był do walk psów oraz polowań. Dogue de Bordeaux to stara rasa francuska spokrewniona z mastifami, stąd też inna nazwa tego psa to mastif francuski.

## Klasyfikacja FCI
W klasyfikacji FCI rasa ta została zaliczona do grupy II - Pinczery, sznaucery, molosy i szwajcarskie psy do bydła, sekcja 2.1 - Molosy typu mastifa.

## Użytkowość
Niegdyś pies do polowań, bojowy, obronny i stróżujący, obecnie pies rodzinny i stróżujący.

## Zachowanie i charakter
Współczesny dog z Bordeaux jest psem łagodnym, o zrównoważonym charakterze. Lubi towarzystwo dzieci. Sprawdza się jako pies obronny i stróżujący. Podczas wychowywania trzeba zachować konsekwencję. Należy mu zapewnić odpowiednią ilość ruchu. Pies raczej dla doświadczonych właścicieli.

## Szata i umaszczenie
Brązowoczerwone umaszczenie o kufie rudej lub czarnej. Możliwe niewielkie białe znaczenia na piersiach i łapach. Szata miękka, krótka i delikatna.

## Zdrowie i pielęgnacja
Pielęgnacja sierści jest bezproblemowa, pies ma bardzo krótką szatę.

### Choroby
Schorzenia spotykane u tej rasy to dysplazja stawu biodrowego, schorzenia powiek oraz problemy z chrząstkami. Także zapalenie stawów i alergie skórne oraz choroby serca.
Dysplazja stawu biodrowego dotyka 56.7% dogów z Bordeaux według Orthopedic Foundation for Animals. Jest to trzecia ze 173 przebadanych ras, która najczęściej zapada na tę chorobę.

## Popularność
Popularność rasy poza Francją wzrosła po ukazaniu się w 1989 roku filmu Turner i Hooch z Tomem Hanksem. W Polsce stała się bardziej popularna dzięki reklamom oraz serialowi Rodzina zastępcza, gdzie jednym z bohaterów jest pies rasy dog de Bordeaux, Śliniak.